# Mugiliformes
Ordre
Les Mugiliformes sont un ordre de poissons qui ne comporte qu'une seule famille, les Mugilidae, espèces communément appelées muges ou mulets.

## Systématique
Cet ordre n'est plus reconnu ni par FishBase, ni par le World Register of Marine Species (7 mai 2020) qui placent la famille des Mugilidae dans l'ordre des Perciformes.

## Description et caractéristiques
Le radical du nom de l’ordre est dérivé du mot latin « mugil », qui désigne un mulet. Il ne comprend qu’une famille, les Mugilidae. Certaines classifications récentes (comme FishBase) placent ces poissons parmi les Perciformes.